# Torslunde Sogn (Lolland Kommune)
 For alternative betydninger, se Torslunde Sogn. (Se også artikler, som begynder med Torslunde Sogn)
Torslunde Sogn er et sogn i Maribo Domprovsti (Lolland-Falsters Stift).
I 1800-tallet var Torslunde Sogn anneks til Tågerup Sogn. Begge sogne hørte til Fuglse Herred i Maribo Amt. Tågerup-Torslunde sognekommune blev ved kommunalreformen i 1970 delt, så hovedparten af Tågerup blev indlemmet i Rødby Kommune, mens Torslunde og den nordøstlige del af Tågerup blev indlemmet i Holeby Kommune. Begge disse storkommuner indgik ved strukturreformen i 2007 i Lolland Kommune.
I Torslunde Sogn ligger Torslunde Kirke.
I sognet findes følgende autoriserede stednavne:
- Torslunde (bebyggelse, ejerlav)